# 1. Bundesliga 2016-17
La 1. Bundesliga 2016-17 fue la 54.ª edición de la Fußball-Bundesliga, la mayor competición futbolística de Alemania.
El campeonato constó de dieciocho equipos: Los mejores quince de la edición anterior, los dos mejores de la segunda división 2015-16 y el ganador de los play-offs de ascenso y descenso entre el puesto 16.° de la Bundesliga y el 3.° de la 2. Bundesliga. El Bayern de Múnich es el campeón vigente. La temporada comenzó el 27 de agosto de 2016 y la última jornada tuvo lugar el 20 de mayo de 2017.

## Equipos
| Pos | Descendidos de 1. Bundesliga |
| --- | ---------------------------- |
| 17º | Stuttgart                    |
| 18º | Hannover 96                  |

| Pos | Ascendidos de 2. Bundesliga |
| --- | --------------------------- |
| 1º  | Friburgo                    |
| 2º  | RB Leipzig                  |

Los 17 equipos siguientes han asegurado su permanencia para la edición 2016-17. El 18.º y último lugar lo ocupa el Eintracht Frankfurt, que ganó el "play-off" de ascenso y descenso ante el 1. FC Núremberg. Un total de 18 equipos participaron en la edición de este año de la Bundesliga. De estos, 15 equipos calificados directamente de la 1. Bundesliga 2015-16 y los dos equipos estaban que directamente promovidos desde la 2. Bundesliga 2015-16: Friburgo, los campeones, y RB Leipzig, los subcampeones.
| Equipo                                   | Ciudad          | Entrenador        | Capitán             | Estadio                                  | Aforo  | Marca  | Patrocinador principal |
| ---------------------------------------- | --------------- | ----------------- | ------------------- | ---------------------------------------- | ------ | ------ | ---------------------- |
| F.C. Augsburgo                           | Augsburgo       | Manuel Baum       | Paul Verhaegh       | WWK Arena                                | 30 660 | Nike   | AL-KO                  |
| Bayer 04 Leverkusen                      | Leverkusen      | Tayfun Korkut     | Lars Bender         | BayArena                                 | 30 210 | Jako   | Barmenia               |
| Bayern de Múnich                         | Múnich          | Carlo Ancelotti   | Philipp Lahm        | Allianz Arena                            | 75 000 | Adidas | T-Mobile               |
| Borussia Dortmund                        | Dortmund        | Thomas Tuchel     | Marco Reus          | Signal Iduna Park                        | 80 645 | Puma   | Evonik                 |
| Borussia Mönchengladbach                 | Mönchengladbach | Dieter Hecking    | Lars Stindl         | Borussia-Park                            | 54 010 | Kappa  | Postbank               |
| 1. FC Colonia                            | Colonia         | Peter Stöger      | Matthias Lehmann    | RheinEnergieStadion                      | 50 000 | Erima  | REWE Group             |
| SV Darmstadt 98                          | Darmstadt       | Torsten Frings    | Aytaç Sulu          | Jonathan-Heimes-Stadion am Böllenfalltor | 16 500 | Jako   | ABAS Software AG       |
| Eintracht Fráncfort                      | Fráncfort       | Niko Kovač        | Alexander Meier     | Commerzbank-Arena                        | 51 500 | Nike   | Alfa Romeo             |
| SC Friburgo                              | Friburgo        | Christian Streich | Julian Schuster     | Mage Solar Stadion                       | 25 000 | Hummel | Ehrmann                |
| Hamburgo S.V.                            | Hamburgo        | Markus Gisdol     | Johan Djourou       | Volksparkstadion                         | 57 000 | Adidas | Emirates               |
| Hertha Berlín                            | Berlín          | Pál Dárdai        | Fabian Lustenberger | Olympiastadion                           | 74 244 | Nike   | Deutsche Bahn          |
| TSG 1899 Hoffenheim                      | Sinsheim        | Julian Nagelsmann | Pirmin Schwegler    | Wirsol Rhein-Neckar-Arena                | 30 150 | Lotto  | SAP                    |
| FC Ingolstadt 04                         | Ingolstadt      | Maik Walpurgis    | Almog Cohen         | Audi Sportpark                           | 15 445 | Adidas | Audi                   |
| RB Leipzig                               | Leipzig         | Ralph Hasenhüttl  | Dominik Kaiser      | Red Bull Arena                           | 44 193 | Nike   | Red Bull               |
| Maguncia 05                              | Maguncia        | Martin Schmidt    | Jannik Huth         | Opel Arena                               | 34 000 | Lotto  | Profine                |
| Schalke 04                               | Gelsenkirchen   | Markus Weinzierl  | Benedikt Höwedes    | Veltins-Arena                            | 61 973 | Adidas | Gazprom                |
| Werder Bremen                            | Bremen          | Alexander Nouri   | Clemens Fritz       | Weserstadion                             | 42 100 | Nike   | Original Wiesenhof     |
| VfL Wolfsburgo                           | Wolfsburgo      | Andries Jonker    | Diego Benaglio      | Volkswagen Arena                         | 30 000 | Nike   | Volkswagen             |
| Datos actualizados el 6 de marzo de 2017 |                 |                   |                     |                                          |        |        |                        |

### Cambios de entrenadores
| Equipo                   | Entrenador (jornadas)                                               |
| ------------------------ | ------------------------------------------------------------------- |
| Werder Bremen            | Viktor Skrypnyk (1-3) Alexander Nouri (4-34)                        |
| Hamburgo S.V.            | Bruno Labbadia (1-5) Markus Gisdol (6-34)                           |
| VfL Wolfsburgo           | Dieter Hecking (1-7) Valérien Ismaël (8-22) Andries Jonker (23-34)  |
| FC Ingolstadt 04         | Markus Kauczinski (1-10) Maik Walpurgis (11-34)                     |
| SV Darmstadt 98          | Norbert Meier (1-13) Ramon Berndroth (14-16) Torsten Frings (17-34) |
| F.C. Augsburgo           | Dirk Schuster (1-14) Manuel Baum (15-34)                            |
| Borussia Mönchengladbach | André Schubert (1-16) Dieter Hecking (17-34)                        |
| Bayer 04 Leverkusen      | Roger Schmidt (1-23) Tayfun Korkut (24-34)                          |

### Equipos porLänder
| Región                      | N.º | Equipos                                                                                   |
| --------------------------- | --- | ----------------------------------------------------------------------------------------- |
| Renania del Norte-Westfalia | 5   | Bayer Leverkusen, Borussia Mönchengladbach, Schalke 04, Borussia Dortmund y 1. FC Colonia |
| Baviera                     | 3   | Augsburgo, Ingolstadt 04 y Bayern de Múnich                                               |
| Hesse                       | 2   | Eintracht Frankfurt y Darmstadt 98                                                        |
| Baden-Wurtemberg            | 2   | Hoffenheim y Friburgo                                                                     |
| Baja Sajonia                | 1   | Wolfsburgo                                                                                |
| Bremen                      | 1   | Werder Bremen                                                                             |
| Renania-Palatinado          | 1   | Mainz 05                                                                                  |
| Berlín                      | 1   | Hertha Berlín                                                                             |
| Hamburgo                    | 1   | Hamburgo                                                                                  |
| Sajonia                     | 1   | RB Leipzig                                                                                |

## Clasificación
|  | Pos. | Equipo                   | PJ | PG | PE | PP | GF | GC | Dif. | Pts. |
|  | ---- | ------------------------ | -- | -- | -- | -- | -- | -- | ---- | ---- |
|  | 1.   | Bayern Múnich (C)        | 34 | 25 | 7  | 2  | 89 | 22 | +67  | 82   |
|  | 2.   | RB Leipzig               | 34 | 20 | 7  | 7  | 66 | 39 | +27  | 67   |
|  | 3.   | Borussia Dortmund        | 34 | 18 | 10 | 6  | 72 | 40 | +32  | 64   |
|  | 4.   | Hoffenheim               | 34 | 16 | 14 | 4  | 64 | 37 | +27  | 62   |
|  | 5.   | Colonia                  | 34 | 12 | 13 | 9  | 51 | 42 | +9   | 49   |
|  | 6.   | Hertha Berlín            | 34 | 15 | 4  | 15 | 43 | 47 | -4   | 49   |
|  | 7.   | Friburgo1                | 34 | 14 | 6  | 14 | 42 | 60 | -18  | 48   |
|  | 8.   | Werder Bremen            | 34 | 13 | 6  | 15 | 61 | 64 | -3   | 45   |
|  | 9.   | Borussia Mönchengladbach | 34 | 12 | 9  | 13 | 45 | 49 | -4   | 45   |
|  | 10.  | Schalke 04               | 34 | 11 | 10 | 13 | 45 | 40 | +5   | 43   |
|  | 11.  | Eintracht Fráncfort      | 34 | 11 | 9  | 14 | 36 | 43 | -7   | 42   |
|  | 12.  | Bayer Leverkusen         | 34 | 11 | 8  | 15 | 53 | 55 | -2   | 41   |
|  | 13.  | Augsburgo                | 34 | 9  | 11 | 14 | 35 | 51 | -16  | 38   |
|  | 14.  | Hamburgo                 | 34 | 10 | 8  | 16 | 33 | 61 | -28  | 38   |
|  | 15.  | Maguncia 05              | 34 | 10 | 7  | 17 | 44 | 55 | -11  | 37   |
|  | 16.  | Wolfsburgo               | 34 | 10 | 7  | 17 | 34 | 52 | -18  | 37   |
|  | 17.  | Ingolstadt 04 (D)        | 34 | 8  | 8  | 18 | 36 | 57 | -21  | 32   |
|  | 18.  | Darmstadt 98 (D)         | 34 | 7  | 4  | 23 | 28 | 63 | -35  | 25   |

Nota:
- 1 Debido a que el campeón de la Copa de Alemania 2016-17 (Borussia Dortmund) está clasificado a la Liga de Campeones 2017-18, el lugar que otorga dicho torneo en la Liga Europea 2017-18 pasa al 7º clasificado.

|  | Clasificado para la Fase de grupos de la Liga de Campeones 2017-18.                                 |
|  | Clasificado para la Cuarta ronda previa (play-off) de la Liga de Campeones 2017-18.                 |
|  | Clasificado para la Fase de grupos de la Liga Europea 2017-18.                                      |
|  | Clasificado para la Tercera ronda previa de la Liga Europea 2017-18.                                |
|  | Play-off por la permanencia en la 1. Bundesliga contra el tercer lugar de la 2. Bundesliga 2016-17. |
|  | Descendido a la 2. Bundesliga 2017-18.                                                              |

## Evolución de las posiciones
| Equipo / Jornada         | 1  | 2  | 3  | 4  | 5  | 6  | 7  | 8  | 9  | 10 | 11 | 12 | 13 | 14 | 15 | 16 | 17 | 18 | 19 | 20 | 21 | 22 | 23 | 24 | 25 | 26 | 27 | 28 | 29 | 30 | 31 | 32 | 33 | 34 |
| Equipo / Jornada         |    |    |    |    |    |    |    |    |    |    |    |    |    |    |    |    |    |    |    |    |    |    |    |    |    |    |    |    |    |    |    |    |    |    |
| ------------------------ | -- | -- | -- | -- | -- | -- | -- | -- | -- | -- | -- | -- | -- | -- | -- | -- | -- | -- | -- | -- | -- | -- | -- | -- | -- | -- | -- | -- | -- | -- | -- | -- | -- | -- |
| Bayern Múnich            | 1  | 1  | 1  | 1  | 1  | 1  | 1  | 1  | 1  | 1  | 2  | 2  | 2  | 1  | 1  | 1  | 1  | 1  | 1  | 1  | 1  | 1  | 1  | 1  | 1  | 1  | 1  | 1  | 1  | 1  | 1  | 1  | 1  | 1  |
| RB Leipzig               | 9  | 5  | 3  | 6  | 7  | 5  | 3  | 2  | 2  | 2  | 1  | 1  | 1  | 2  | 2  | 2  | 2  | 2  | 2  | 2  | 2  | 2  | 2  | 2  | 2  | 2  | 2  | 2  | 2  | 2  | 2  | 2  | 2  | 2  |
| Borussia Dortmund        | 4  | 8  | 5  | 3  | 2  | 3  | 5  | 6  | 6  | 5  | 3  | 7  | 6  | 6  | 5  | 6  | 4  | 4  | 4  | 4  | 3  | 3  | 3  | 3  | 3  | 4  | 4  | 4  | 4  | 3  | 4  | 3  | 3  | 3  |
| Hoffenheim               | 8  | 13 | 10 | 11 | 9  | 7  | 6  | 4  | 3  | 3  | 5  | 6  | 4  | 4  | 3  | 5  | 3  | 5  | 5  | 5  | 4  | 4  | 4  | 4  | 4  | 3  | 3  | 3  | 3  | 4  | 3  | 4  | 4  | 4  |
| Colonia                  | 2  | 3  | 4  | 2  | 3  | 4  | 2  | 5  | 4  | 6  | 4  | 5  | 7  | 7  | 7  | 7  | 7  | 7  | 7  | 7  | 7  | 7  | 7  | 7  | 6  | 6  | 5  | 7  | 7  | 8  | 8  | 7  | 7  | 5  |
| Hertha Berlín            | 6  | 2  | 2  | 5  | 6  | 2  | 4  | 3  | 5  | 4  | 6  | 3  | 3  | 3  | 4  | 3  | 5  | 6  | 6  | 6  | 5  | 5  | 5  | 5  | 5  | 5  | 6  | 5  | 5  | 5  | 5  | 6  | 5  | 6  |
| Friburgo                 | 13 | 7  | 13 | 9  | 12 | 10 | 11 | 8  | 8  | 9  | 10 | 11 | 11 | 9  | 10 | 8  | 9  | 8  | 8  | 8  | 9  | 8  | 9  | 8  | 8  | 8  | 8  | 6  | 6  | 6  | 7  | 5  | 6  | 7  |
| Werder Bremen            | 18 | 18 | 18 | 18 | 15 | 15 | 13 | 15 | 15 | 16 | 16 | 16 | 14 | 14 | 14 | 15 | 15 | 15 | 15 | 16 | 16 | 14 | 14 | 14 | 13 | 12 | 10 | 11 | 8  | 7  | 6  | 8  | 8  | 8  |
| Borussia Mönchengladbach | 5  | 10 | 6  | 8  | 4  | 9  | 9  | 10 | 11 | 11 | 13 | 13 | 13 | 12 | 13 | 14 | 14 | 13 | 11 | 10 | 11 | 9  | 10 | 9  | 10 | 10 | 9  | 8  | 9  | 10 | 9  | 9  | 9  | 9  |
| Schalke 04               | 15 | 17 | 17 | 17 | 18 | 16 | 16 | 14 | 12 | 12 | 11 | 8  | 8  | 10 | 11 | 11 | 10 | 11 | 12 | 11 | 10 | 13 | 13 | 11 | 9  | 9  | 12 | 10 | 11 | 11 | 10 | 10 | 10 | 10 |
| Eintracht Fráncfort      | 7  | 9  | 7  | 4  | 5  | 8  | 8  | 7  | 7  | 7  | 7  | 4  | 5  | 5  | 6  | 4  | 6  | 3  | 3  | 3  | 6  | 6  | 6  | 6  | 7  | 7  | 7  | 9  | 10 | 9  | 11 | 11 | 11 | 11 |
| Bayer Leverkusen         | 12 | 6  | 11 | 12 | 10 | 6  | 10 | 11 | 10 | 8  | 9  | 10 | 9  | 8  | 9  | 9  | 8  | 9  | 9  | 9  | 8  | 10 | 8  | 10 | 11 | 11 | 11 | 12 | 12 | 12 | 12 | 12 | 12 | 12 |
| Augsburgo                | 16 | 11 | 12 | 13 | 11 | 12 | 12 | 12 | 13 | 13 | 12 | 12 | 12 | 13 | 12 | 12 | 13 | 12 | 10 | 13 | 13 | 12 | 12 | 13 | 14 | 16 | 16 | 16 | 16 | 16 | 13 | 13 | 14 | 13 |
| Hamburgo                 | 10 | 15 | 16 | 16 | 17 | 18 | 17 | 18 | 18 | 18 | 18 | 18 | 17 | 16 | 17 | 16 | 16 | 17 | 16 | 15 | 15 | 16 | 16 | 16 | 16 | 14 | 14 | 13 | 14 | 15 | 16 | 16 | 16 | 14 |
| Maguncia 05              | 14 | 14 | 9  | 7  | 8  | 11 | 7  | 9  | 9  | 10 | 8  | 9  | 10 | 11 | 8  | 10 | 11 | 10 | 13 | 12 | 12 | 11 | 11 | 12 | 12 | 15 | 15 | 15 | 15 | 13 | 14 | 15 | 13 | 15 |
| Wolfsburgo               | 3  | 4  | 8  | 10 | 13 | 13 | 14 | 16 | 16 | 14 | 14 | 14 | 15 | 15 | 15 | 13 | 12 | 14 | 14 | 14 | 14 | 15 | 15 | 15 | 15 | 13 | 13 | 14 | 13 | 14 | 15 | 14 | 15 | 16 |
| Ingolstadt 04            | 11 | 16 | 15 | 15 | 16 | 17 | 18 | 17 | 17 | 17 | 17 | 17 | 18 | 17 | 16 | 17 | 17 | 16 | 17 | 17 | 17 | 17 | 17 | 17 | 17 | 17 | 17 | 17 | 17 | 17 | 17 | 17 | 17 | 17 |
| Darmstadt 98             | 17 | 12 | 14 | 14 | 14 | 14 | 15 | 13 | 14 | 15 | 15 | 15 | 16 | 18 | 18 | 18 | 18 | 18 | 18 | 18 | 18 | 18 | 18 | 18 | 18 | 18 | 18 | 18 | 18 | 18 | 18 | 18 | 18 | 18 |

## Resultados
- Los horarios corresponden al huso horario de Alemania (Hora central europea): UTC+1 en horario estándar y UTC+2 en horario de verano

### Primera vuelta
| Bayern Múnich            | 6 - 0 | Werder Bremen    | Allianz Arena             | 26 de agosto | 20:30 |
| Borussia Dortmund        | 2 - 1 | Mainz 05         | Signal Iduna Park         | 27 de agosto | 15:30 |
| Colonia                  | 2 - 0 | Darmstadt 98     | RheinEnergieStadion       | 27 de agosto | 15:30 |
| Hamburgo                 | 1 - 1 | Ingolstadt 04    | Volksparkstadion          | 27 de agosto | 15:30 |
| Augsburgo                | 0 - 2 | Wolfsburgo       | WWK Arena                 | 27 de agosto | 15:30 |
| Eintracht Frankfurt      | 1 - 0 | Schalke 04       | Commerzbank-Arena         | 27 de agosto | 15:30 |
| Borussia Mönchengladbach | 2 - 1 | Bayer Leverkusen | Borussia Park             | 27 de agosto | 18:30 |
| Hertha Berlín            | 2 - 1 | Friburgo         | Olímpico de Berlín        | 28 de agosto | 15:30 |
| Hoffenheim               | 2 - 2 | RB Leipzig       | Wirsol Rhein-Neckar-Arena | 28 de agosto | 17:30 |

| Schalke 04       | 0 - 2 | Bayern Múnich            | Veltins-Arena                            | 9 de septiembre  | 20:30 |
| Bayer Leverkusen | 3 - 1 | Hamburgo                 | BayArena                                 | 10 de septiembre | 15:30 |
| Wolfsburgo       | 0 - 0 | Colonia                  | Volkswagen Arena                         | 10 de septiembre | 15:30 |
| Ingolstadt 04    | 0 - 2 | Hertha Berlín            | Audi Sportpark                           | 10 de septiembre | 15:30 |
| Darmstadt 98     | 1 - 0 | Eintracht Frankfurt      | Jonathan-Heimes-Stadion am Böllenfalltor | 10 de septiembre | 15:30 |
| Friburgo         | 3 - 1 | Borussia Mönchengladbach | Schwarzwald-Stadion                      | 10 de septiembre | 15:30 |
| RB Leipzig       | 1 - 0 | Borussia Dortmund        | Red Bull Arena                           | 10 de septiembre | 18:30 |
| Werder Bremen    | 1 - 2 | Augsburgo                | Weserstadion                             | 11 de septiembre | 15:30 |
| Mainz 05         | 4 - 4 | Hoffenheim               | Opel Arena                               | 11 de septiembre | 17:30 |

| Colonia                  | 3 - 0 | Friburgo         | RheinEnergieStadion       | 16 de septiembre | 20:30 |
| Bayern Múnich            | 3 - 1 | Ingolstadt 04    | Allianz Arena             | 17 de septiembre | 15:30 |
| Borussia Dortmund        | 6 - 0 | Darmstadt 98     | Signal Iduna Park         | 17 de septiembre | 15:30 |
| Hamburgo                 | 0 - 4 | RB Leipzig       | Volksparkstadion          | 17 de septiembre | 15:30 |
| Hoffenheim               | 0 - 0 | Wolfsburgo       | Wirsol Rhein-Neckar-Arena | 17 de septiembre | 15:30 |
| Eintracht Frankfurt      | 2 - 1 | Bayer Leverkusen | Commerzbank-Arena         | 17 de septiembre | 15:30 |
| Borussia Mönchengladbach | 4 - 1 | Werder Bremen    | Borussia Park             | 17 de septiembre | 18:30 |
| Augsburgo                | 1 - 3 | Mainz 05         | WWK Arena                 | 18 de septiembre | 15:30 |
| Hertha Berlín            | 2 - 0 | Schalke 04       | Olímpico de Berlín        | 18 de septiembre | 17:30 |

| Wolfsburgo       | 1 - 5 | Borussia Dortmund        | Volkswagen Arena                         | 20 de septiembre | 20:00 |
| Ingolstadt 04    | 0 - 2 | Eintracht Frankfurt      | Audi Sportpark                           | 20 de septiembre | 20:00 |
| Darmstadt 98     | 1 - 1 | Hoffenheim               | Jonathan-Heimes-Stadion am Böllenfalltor | 20 de septiembre | 20:00 |
| Friburgo         | 1 - 0 | Hamburgo                 | Schwarzwald-Stadion                      | 20 de septiembre | 20:00 |
| Bayern Múnich    | 3 - 0 | Hertha Berlín            | Allianz Arena                            | 21 de septiembre | 20:00 |
| Bayer Leverkusen | 0 - 0 | Augsburgo                | BayArena                                 | 21 de septiembre | 20:00 |
| Schalke 04       | 1 - 3 | Colonia                  | Veltins-Arena                            | 21 de septiembre | 20:00 |
| Werder Bremen    | 1 - 2 | Mainz 05                 | Weserstadion                             | 21 de septiembre | 20:00 |
| RB Leipzig       | 1 - 1 | Borussia Mönchengladbach | Red Bull Arena                           | 21 de septiembre | 20:00 |

| Borussia Dortmund        | 3 - 1 | Friburgo         | Signal Iduna Park         | 23 de septiembre | 20:30 |
| Borussia Mönchengladbach | 2 - 0 | Ingolstadt 04    | Borussia Park             | 24 de septiembre | 15:30 |
| Mainz 05                 | 2 - 3 | Bayer Leverkusen | Opel Arena                | 24 de septiembre | 15:30 |
| Hamburgo                 | 0 - 1 | Bayern Múnich    | Volksparkstadion          | 24 de septiembre | 15:30 |
| Augsburgo                | 1 - 0 | Darmstadt 98     | WWK Arena                 | 24 de septiembre | 15:30 |
| Eintracht Frankfurt      | 3 - 3 | Hertha Berlín    | Commerzbank-Arena         | 24 de septiembre | 15:30 |
| Werder Bremen            | 2 - 1 | Wolfsburgo       | Weserstadion              | 24 de septiembre | 18:30 |
| Hoffenheim               | 2 - 1 | Schalke 04       | Wirsol Rhein-Neckar-Arena | 25 de septiembre | 15:30 |
| Colonia                  | 1 - 1 | RB Leipzig       | RheinEnergieStadion       | 25 de septiembre | 17:30 |

| RB Leipzig       | 2 - 1 | Augsburgo                | Red Bull Arena                           | 30 de septiembre | 20:30 |
| Bayern Múnich    | 1 - 1 | Colonia                  | Allianz Arena                            | 1 de octubre     | 15:30 |
| Hertha Berlín    | 2 - 0 | Hamburgo                 | Olímpico de Berlín                       | 1 de octubre     | 15:30 |
| Ingolstadt 04    | 1 - 2 | Hoffenheim               | Audi Sportpark                           | 1 de octubre     | 15:30 |
| Darmstadt 98     | 2 - 2 | Werder Bremen            | Jonathan-Heimes-Stadion am Böllenfalltor | 1 de octubre     | 15:30 |
| Friburgo         | 1 - 0 | Eintracht Frankfurt      | Schwarzwald-Stadion                      | 1 de octubre     | 15:30 |
| Bayer Leverkusen | 2 - 0 | Borussia Dortmund        | BayArena                                 | 1 de octubre     | 18:30 |
| Wolfsburgo       | 0 - 0 | Mainz 05                 | Volkswagen Arena                         | 2 de octubre     | 15:30 |
| Schalke 04       | 4 - 0 | Borussia Mönchengladbach | Veltins-Arena                            | 2 de octubre     | 17:30 |

| Borussia Dortmund        | 1 - 1 | Hertha Berlín    | Signal Iduna Park         | 14 de octubre | 20:30 |
| Borussia Mönchengladbach | 0 - 0 | Hamburgo         | Borussia Park             | 15 de octubre | 15:30 |
| Colonia                  | 2 - 1 | Ingolstadt 04    | RheinEnergieStadion       | 15 de octubre | 15:30 |
| Augsburgo                | 1 - 1 | Schalke 04       | WWK Arena                 | 15 de octubre | 15:30 |
| Hoffenheim               | 2 - 1 | Friburgo         | Wirsol Rhein-Neckar-Arena | 15 de octubre | 15:30 |
| Eintracht Frankfurt      | 2 - 2 | Bayern Múnich    | Commerzbank-Arena         | 15 de octubre | 15:30 |
| Werder Bremen            | 2 - 1 | Bayer Leverkusen | Weserstadion              | 15 de octubre | 18:30 |
| Mainz 05                 | 2 - 1 | Darmstadt 98     | Opel Arena                | 16 de octubre | 15:30 |
| Wolfsburgo               | 0 - 1 | RB Leipzig       | Volkswagen Arena          | 16 de octubre | 17:30 |

| Hamburgo         | 0 - 3 | Eintracht Frankfurt      | Volksparkstadion                         | 21 de octubre | 20:30 |
| Bayer Leverkusen | 0 - 3 | Hoffenheim               | BayArena                                 | 22 de octubre | 15:30 |
| Hertha Berlín    | 2 - 1 | Colonia                  | Olímpico de Berlín                       | 22 de octubre | 15:30 |
| Ingolstadt 04    | 3 - 3 | Borussia Dortmund        | Audi Sportpark                           | 22 de octubre | 15:30 |
| Darmstadt 98     | 3 - 1 | Wolfsburgo               | Jonathan-Heimes-Stadion am Böllenfalltor | 22 de octubre | 15:30 |
| Friburgo         | 2 - 1 | Augsburgo                | Schwarzwald-Stadion                      | 22 de octubre | 15:30 |
| Bayern Múnich    | 2 - 0 | Borussia Mönchengladbach | Allianz Arena                            | 22 de octubre | 18:30 |
| RB Leipzig       | 3 - 1 | Werder Bremen            | Red Bull Arena                           | 23 de octubre | 15:30 |
| Schalke 04       | 3 - 0 | Mainz 05                 | Veltins-Arena                            | 23 de octubre | 17:30 |

| Borussia Mönchengladbach | 0 - 0 | Eintracht Frankfurt | Borussia Park                            | 28 de octubre | 20:30 |
| Mainz 05                 | 2 - 0 | Ingolstadt 04       | Opel Arena                               | 29 de octubre | 15:30 |
| Wolfsburgo               | 1 - 2 | Bayer Leverkusen    | Volkswagen Arena                         | 29 de octubre | 15:30 |
| Augsburgo                | 1 - 3 | Bayern Múnich       | WWK Arena                                | 29 de octubre | 15:30 |
| Werder Bremen            | 1 - 3 | Friburgo            | Weserstadion                             | 29 de octubre | 15:30 |
| Darmstadt 98             | 0 - 2 | RB Leipzig          | Jonathan-Heimes-Stadion am Böllenfalltor | 29 de octubre | 15:30 |
| Borussia Dortmund        | 0 - 0 | Schalke 04          | Signal Iduna Park                        | 29 de octubre | 18:30 |
| Hoffenheim               | 1 - 0 | Hertha Berlín       | Wirsol Rhein-Neckar-Arena                | 30 de octubre | 15:30 |
| Colonia                  | 3 - 0 | Hamburgo            | RheinEnergieStadion                      | 30 de octubre | 17:30 |

| Hertha Berlín       | 3 - 0 | Borussia Mönchengladbach | Olímpico de Berlín  | 4 de noviembre | 20:30 |
| Bayern Múnich       | 1 - 1 | Hoffenheim               | Allianz Arena       | 5 de noviembre | 15:30 |
| Bayer Leverkusen    | 3 - 2 | Darmstadt 98             | BayArena            | 5 de noviembre | 15:30 |
| Hamburgo            | 2 - 5 | Borussia Dortmund        | Volksparkstadion    | 5 de noviembre | 15:30 |
| Ingolstadt 04       | 0 - 2 | Augsburgo                | Audi Sportpark      | 5 de noviembre | 15:30 |
| Friburgo            | 0 - 3 | Wolfsburgo               | Schwarzwald-Stadion | 5 de noviembre | 15:30 |
| Eintracht Frankfurt | 1 - 0 | Colonia                  | Commerzbank-Arena   | 5 de noviembre | 18:30 |
| RB Leipzig          | 3 - 1 | Mainz 05                 | Red Bull Arena      | 6 de noviembre | 15:30 |
| Schalke 04          | 3 - 1 | Werder Bremen            | Veltins-Arena       | 6 de noviembre | 17:30 |

| Bayer Leverkusen         | 2 - 3 | RB Leipzig          | BayArena                                 | 18 de noviembre | 20:30 |
| Borussia Mönchengladbach | 1 - 2 | Colonia             | Borussia Park                            | 19 de noviembre | 15:30 |
| Mainz 05                 | 4 - 2 | Friburgo            | Opel Arena                               | 19 de noviembre | 15:30 |
| Wolfsburgo               | 0 - 1 | Schalke 04          | Volkswagen Arena                         | 19 de noviembre | 15:30 |
| Augsburgo                | 0 - 0 | Hertha Berlín       | WWK Arena                                | 19 de noviembre | 15:30 |
| Darmstadt 98             | 0 - 1 | Ingolstadt 04       | Jonathan-Heimes-Stadion am Böllenfalltor | 19 de noviembre | 15:30 |
| Borussia Dortmund        | 1 - 0 | Bayern Múnich       | Signal Iduna Park                        | 19 de noviembre | 18:30 |
| Hoffenheim               | 2 - 2 | Hamburgo            | Wirsol Rhein-Neckar-Arena                | 20 de noviembre | 15:30 |
| Werder Bremen            | 1 - 2 | Eintracht Frankfurt | Weserstadion                             | 20 de noviembre | 17:30 |

| Friburgo                 | 1 - 4 | RB Leipzig        | Schwarzwald-Stadion | 25 de noviembre | 20:30 |
| Borussia Mönchengladbach | 1 - 1 | Hoffenheim        | Borussia Park       | 26 de noviembre | 15:30 |
| Colonia                  | 0 - 0 | Augsburgo         | RheinEnergieStadion | 26 de noviembre | 15:30 |
| Hamburgo                 | 2 - 2 | Werder Bremen     | Volksparkstadion    | 26 de noviembre | 15:30 |
| Ingolstadt 04            | 1 - 1 | Wolfsburgo        | Audi Sportpark      | 26 de noviembre | 15:30 |
| Eintracht Frankfurt      | 2 - 1 | Borussia Dortmund | Commerzbank-Arena   | 26 de noviembre | 15:30 |
| Bayern Múnich            | 2 - 1 | Bayer Leverkusen  | Allianz Arena       | 26 de noviembre | 18:30 |
| Schalke 04               | 3 - 1 | Darmstadt 98      | Veltins-Arena       | 27 de noviembre | 15:30 |
| Hertha Berlín            | 2 - 1 | Mainz 05          | Olímpico de Berlín  | 27 de noviembre | 17:30 |

| Mainz 05          | 1 - 3 | Bayern Múnich            | Opel Arena                               | 2 de diciembre | 20:30 |
| Borussia Dortmund | 4 - 1 | Borussia Mönchengladbach | Signal Iduna Park                        | 3 de diciembre | 15:30 |
| Bayer Leverkusen  | 1 - 1 | Friburgo                 | BayArena                                 | 3 de diciembre | 15:30 |
| Wolfsburgo        | 2 - 3 | Hertha Berlín            | Volkswagen Arena                         | 3 de diciembre | 15:30 |
| Werder Bremen     | 2 - 1 | Ingolstadt 04            | Weserstadion                             | 3 de diciembre | 15:30 |
| Hoffenheim        | 4 - 0 | Colonia                  | Wirsol Rhein-Neckar-Arena                | 3 de diciembre | 15:30 |
| RB Leipzig        | 2 - 1 | Schalke 04               | Red Bull Arena                           | 3 de diciembre | 18:30 |
| Darmstadt 98      | 0 - 2 | Hamburgo                 | Jonathan-Heimes-Stadion am Böllenfalltor | 4 de diciembre | 15:30 |
| Augsburgo         | 1 - 1 | Eintracht Frankfurt      | WWK Arena                                | 4 de diciembre | 17:30 |

| Eintracht Frankfurt      | 0 - 0 | Hoffenheim        | Commerzbank-Arena   | 9 de diciembre  | 20:30 |
| Bayern Múnich            | 5 - 0 | Wolfsburgo        | Allianz Arena       | 10 de diciembre | 15:30 |
| Colonia                  | 1 - 1 | Borussia Dortmund | RheinEnergieStadion | 10 de diciembre | 15:30 |
| Hamburgo                 | 1 - 0 | Augsburgo         | Volksparkstadion    | 10 de diciembre | 15:30 |
| Ingolstadt 04            | 1 - 0 | RB Leipzig        | Audi Sportpark      | 10 de diciembre | 15:30 |
| Friburgo                 | 1 - 0 | Darmstadt 98      | Schwarzwald-Stadion | 10 de diciembre | 15:30 |
| Hertha Berlín            | 0 - 1 | Werder Bremen     | Olímpico de Berlín  | 10 de diciembre | 18:30 |
| Borussia Mönchengladbach | 1 - 0 | Mainz 05          | Borussia Park       | 11 de diciembre | 15:30 |
| Schalke 04               | 0 - 1 | Bayer Leverkusen  | Veltins-Arena       | 11 de diciembre | 17:30 |

| Hoffenheim       | 2 - 2 | Borussia Dortmund        | Wirsol Rhein-Neckar-Arena                | 16 de diciembre | 20:30 |
| RB Leipzig       | 2 - 0 | Hertha Berlín            | Red Bull Arena                           | 17 de diciembre | 15:30 |
| Schalke 04       | 1 - 1 | Friburgo                 | Veltins-Arena                            | 17 de diciembre | 15:30 |
| Augsburgo        | 1 - 0 | Borussia Mönchengladbach | WWK Arena                                | 17 de diciembre | 15:30 |
| Werder Bremen    | 1 - 1 | Colonia                  | Weserstadion                             | 17 de diciembre | 15:30 |
| Mainz 05         | 3 - 1 | Hamburgo                 | Opel Arena                               | 17 de diciembre | 15:30 |
| Wolfsburgo       | 1 - 0 | Eintracht Frankfurt      | Volkswagen Arena                         | 17 de diciembre | 18:30 |
| Darmstadt 98     | 0 - 1 | Bayern Múnich            | Jonathan-Heimes-Stadion am Böllenfalltor | 18 de diciembre | 15:30 |
| Bayer Leverkusen | 1 - 2 | Ingolstadt 04            | BayArena                                 | 18 de diciembre | 17:30 |

| Borussia Mönchengladbach | 1 - 2 | Wolfsburgo       | Borussia Park             | 20 de diciembre | 20:00 |
| Borussia Dortmund        | 1 - 1 | Augsburgo        | Signal Iduna Park         | 20 de diciembre | 20:00 |
| Hamburgo                 | 2 - 1 | Schalke 04       | Volksparkstadion          | 20 de diciembre | 20:00 |
| Eintracht Frankfurt      | 3 - 0 | Mainz 05         | Commerzbank-Arena         | 20 de diciembre | 20:00 |
| Bayern Múnich            | 3 - 0 | RB Leipzig       | Allianz Arena             | 21 de diciembre | 20:00 |
| Colonia                  | 1 - 1 | Bayer Leverkusen | RheinEnergieStadion       | 21 de diciembre | 20:00 |
| Hertha Berlín            | 2 - 0 | Darmstadt 98     | Olímpico de Berlín        | 21 de diciembre | 20:00 |
| Ingolstadt 04            | 1 - 2 | Friburgo         | Audi Sportpark            | 21 de diciembre | 20:00 |
| Hoffenheim               | 1 - 1 | Werder Bremen    | Wirsol Rhein-Neckar-Arena | 21 de diciembre | 20:00 |

| Friburgo         | 1 - 2 | Bayern Múnich            | Schwarzwald-Stadion                      | 20 de enero | 20:30 |
| Wolfsburgo       | 1 - 0 | Hamburgo                 | Volkswagen Arena                         | 21 de enero | 15:30 |
| Werder Bremen    | 1 - 2 | Borussia Dortmund        | Weserstadion                             | 21 de enero | 15:30 |
| Augsburgo        | 0 - 2 | Hoffenheim               | WWK Arena                                | 21 de enero | 15:30 |
| Schalke 04       | 1 - 0 | Ingolstadt 04            | Veltins-Arena                            | 21 de enero | 15:30 |
| Darmstadt 98     | 0 - 0 | Borussia Mönchengladbach | Jonathan-Heimes-Stadion am Böllenfalltor | 21 de enero | 15:30 |
| RB Leipzig       | 3 - 0 | Eintracht Frankfurt      | Red Bull Arena                           | 21 de enero | 18:30 |
| Bayer Leverkusen | 3 - 1 | Hertha Berlín            | BayArena                                 | 22 de enero | 15:30 |
| Mainz 05         | 0 - 0 | Colonia                  | Opel Arena                               | 22 de enero | 17:30 |

### Segunda vuelta
| Schalke 04       | 0 - 1 | Eintracht Frankfurt      | Veltins-Arena                            | 27 de enero | 20:30 |
| Wolfsburgo       | 1 - 2 | Augsburgo                | Volkswagen Arena                         | 28 de enero | 15:30 |
| Ingolstadt 04    | 3 - 1 | Hamburgo                 | Audi Sportpark                           | 28 de enero | 15:30 |
| Werder Bremen    | 1 - 2 | Bayern Múnich            | Weserstadion                             | 28 de enero | 15:30 |
| Darmstadt 98     | 1 - 6 | Colonia                  | Jonathan-Heimes-Stadion am Böllenfalltor | 28 de enero | 15:30 |
| RB Leipzig       | 2 - 1 | Hoffenheim               | Red Bull Arena                           | 28 de enero | 15:30 |
| Bayer Leverkusen | 2 - 3 | Borussia Mönchengladbach | BayArena                                 | 28 de enero | 18:30 |
| Friburgo         | 2 - 1 | Hertha Berlín            | Schwarzwald-Stadion                      | 29 de enero | 15:30 |
| Mainz 05         | 1 - 1 | Borussia Dortmund        | Opel Arena                               | 29 de enero | 17:30 |

| Hamburgo                 | 1 - 0 | Bayer Leverkusen | Volksparkstadion          | 3 de febrero | 20:30 |
| Bayern Múnich            | 1 - 1 | Schalke 04       | Allianz Arena             | 4 de febrero | 15:30 |
| Borussia Mönchengladbach | 3 - 0 | Friburgo         | Borussia Park             | 4 de febrero | 15:30 |
| Hertha Berlín            | 1 - 0 | Ingolstadt 04    | Olímpico de Berlín        | 4 de febrero | 15:30 |
| Colonia                  | 1 - 0 | Wolfsburgo       | RheinEnergieStadion       | 4 de febrero | 15:30 |
| Hoffenheim               | 4 - 0 | Mainz 05         | Wirsol Rhein-Neckar-Arena | 4 de febrero | 15:30 |
| Borussia Dortmund        | 1 - 0 | RB Leipzig       | Signal Iduna Park         | 4 de febrero | 18:30 |
| Augsburgo                | 3 - 2 | Werder Bremen    | WWK Arena                 | 5 de febrero | 15:30 |
| Eintracht Frankfurt      | 2 - 0 | Darmstadt 98     | Commerzbank-Arena         | 5 de febrero | 17:30 |

| Mainz 05         | 2 - 0 | Augsburgo                | Opel Arena                               | 10 de febrero | 20:30 |
| Bayer Leverkusen | 3 - 0 | Eintracht Frankfurt      | BayArena                                 | 11 de febrero | 15:30 |
| Ingolstadt 04    | 0 - 2 | Bayern Múnich            | Audi Sportpark                           | 11 de febrero | 15:30 |
| Werder Bremen    | 0 - 1 | Borussia Mönchengladbach | Weserstadion                             | 11 de febrero | 15:30 |
| Darmstadt 98     | 2 - 1 | Borussia Dortmund        | Jonathan-Heimes-Stadion am Böllenfalltor | 11 de febrero | 15:30 |
| RB Leipzig       | 0 - 3 | Hamburgo                 | Red Bull Arena                           | 11 de febrero | 15:30 |
| Schalke 04       | 2 - 0 | Hertha Berlín            | Veltins-Arena                            | 11 de febrero | 18:30 |
| Wolfsburgo       | 2 - 1 | Hoffenheim               | Volkswagen Arena                         | 12 de febrero | 15:30 |
| Friburgo         | 2 - 1 | Colonia                  | Schwarzwald-Stadion                      | 12 de febrero | 17:30 |

| Augsburgo                | 1 - 3 | Bayer Leverkusen | WWK Arena           | 17 de febrero | 20:30 |
| Borussia Dortmund        | 3 - 0 | Wolfsburgo       | Signal Iduna Park   | 18 de febrero | 15:30 |
| Eintracht Frankfurt      | 0 - 2 | Ingolstadt 04    | Commerzbank-Arena   | 18 de febrero | 15:30 |
| Hertha Berlín            | 1 - 1 | Bayern Múnich    | Olímpico de Berlín  | 18 de febrero | 15:30 |
| Hoffenheim               | 2 - 0 | Darmstadt 98     | Rhein-Neckar Arena  | 18 de febrero | 15:30 |
| Mainz 05                 | 0 - 2 | Werder Bremen    | Opel Arena          | 18 de febrero | 15:30 |
| Hamburgo                 | 2 - 2 | Friburgo         | Volksparkstadion    | 18 de febrero | 18:30 |
| Borussia Mönchengladbach | 1 - 2 | RB Leipzig       | Borussia-Park       | 19 de febrero | 15:30 |
| Colonia                  | 1 - 1 | Schalke 04       | RheinEnergieStadion | 19 de febrero | 17:30 |

| Wolfsburgo       | 1 - 2 | Werder Bremen            | Volkswagen Arena                         | 24 de febrero | 20:30 |
| Bayern Múnich    | 8 - 0 | Hamburgo                 | Allianz Arena                            | 25 de febrero | 15:30 |
| Darmstadt 98     | 1 - 2 | Augsburgo                | Jonathan-Heimes-Stadion am Böllenfalltor | 25 de febrero | 15:30 |
| Friburgo         | 0 - 3 | Borussia Dortmund        | Schwarzwald-Stadion                      | 25 de febrero | 15:30 |
| RB Leipzig       | 3 - 1 | Colonia                  | Red Bull Arena                           | 25 de febrero | 15:30 |
| Bayer Leverkusen | 0 - 2 | Mainz 05                 | BayArena                                 | 25 de febrero | 15:30 |
| Hertha Berlín    | 2 - 0 | Eintracht Frankfurt      | Olímpico de Berlín                       | 25 de febrero | 18:30 |
| Ingolstadt 04    | 0 - 2 | Borussia Mönchengladbach | Audi Sportpark                           | 26 de febrero | 15:30 |
| Schalke 04       | 1 - 1 | Hoffenheim               | Veltins-Arena                            | 26 de febrero | 17:30 |

| Augsburgo                | 2 - 2 | RB Leipzig       | WWK Arena           | 3 de marzo | 20:30 |
| Colonia                  | 0 - 3 | Bayern Múnich    | RheinEnergieStadion | 4 de marzo | 15:30 |
| Borussia Dortmund        | 6 - 2 | Bayer Leverkusen | Signal Iduna Park   | 4 de marzo | 15:30 |
| Hoffenheim               | 5 - 2 | Ingolstadt 04    | Rhein-Neckar Arena  | 4 de marzo | 15:30 |
| Mainz 05                 | 1 - 1 | Wolfsburgo       | Opel Arena          | 4 de marzo | 15:30 |
| Werder Bremen            | 2 - 0 | Darmstadt 98     | Weserstadion        | 4 de marzo | 15:30 |
| Borussia Mönchengladbach | 4 - 2 | Schalke 04       | Borussia-Park       | 4 de marzo | 18:30 |
| Eintracht Frankfurt      | 1 - 2 | Friburgo         | Commerzbank-Arena   | 5 de marzo | 15:30 |
| Hamburgo                 | 1 - 0 | Hertha Berlín    | Volksparkstadion    | 5 de marzo | 17:30 |

| Bayer Leverkusen | 1 - 1 | Werder Bremen            | BayArena                                 | 10 de marzo | 20:30 |
| Bayern Múnich    | 3 - 0 | Eintracht Frankfurt      | Allianz Arena                            | 11 de marzo | 15:30 |
| Darmstadt 98     | 2 - 1 | Mainz 05                 | Jonathan-Heimes-Stadion am Böllenfalltor | 11 de marzo | 15:30 |
| Friburgo         | 1 - 1 | Hoffenheim               | Schwarzwald-Stadion                      | 11 de marzo | 15:30 |
| Hertha Berlín    | 2 - 1 | Borussia Dortmund        | Olímpico de Berlín                       | 11 de marzo | 15:30 |
| RB Leipzig       | 0 - 1 | Wolfsburgo               | Red Bull Arena                           | 11 de marzo | 15:30 |
| Ingolstadt 04    | 2 - 2 | Colonia                  | Audi Sportpark                           | 11 de marzo | 17:30 |
| Schalke 04       | 3 - 0 | Augsburgo                | Veltins-Arena                            | 12 de marzo | 15:30 |
| Hamburgo         | 2 - 1 | Borussia Mönchengladbach | Volksparkstadion                         | 12 de marzo | 17:30 |

| Borussia Dortmund        | 1 - 0 | Ingolstadt 04    | Signal Iduna Park   | 17 de marzo | 20:30 |
| Wolfsburgo               | 1 - 0 | Darmstadt 98     | Volkswagen Arena    | 18 de marzo | 15:30 |
| Colonia                  | 4 - 2 | Hertha Berlín    | RheinEnergieStadion | 18 de marzo | 15:30 |
| Augsburgo                | 1 - 1 | Friburgo         | WWK Arena           | 18 de marzo | 15:30 |
| Werder Bremen            | 3 - 0 | RB Leipzig       | Weserstadion        | 18 de marzo | 15:30 |
| Hoffenheim               | 1 - 0 | Bayer Leverkusen | Rhein-Neckar Arena  | 18 de marzo | 15:30 |
| Eintracht Frankfurt      | 0 - 0 | Hamburgo         | Commerzbank-Arena   | 18 de marzo | 18:30 |
| Mainz 05                 | 0 - 1 | Schalke 04       | Opel Arena          | 19 de marzo | 15:30 |
| Borussia Mönchengladbach | 0 - 1 | Bayern Múnich    | Borussia-Park       | 19 de marzo | 17:30 |

| Hertha Berlín       | 1 - 3 | Hoffenheim               | Olímpico de Berlín  | 31 de marzo | 20:30 |
| Bayern Múnich       | 6 - 0 | Augsburgo                | Allianz Arena       | 1 de abril  | 15:30 |
| Schalke 04          | 1 - 1 | Borussia Dortmund        | Veltins-Arena       | 1 de abril  | 15:30 |
| Hamburgo            | 2 - 1 | Colonia                  | Volksparkstadion    | 1 de abril  | 15:30 |
| Friburgo            | 2 - 5 | Werder Bremen            | Schwarzwald-Stadion | 1 de abril  | 15:30 |
| RB Leipzig          | 4 - 0 | Darmstadt 98             | Red Bull Arena      | 1 de abril  | 15:30 |
| Eintracht Frankfurt | 0 - 0 | Borussia Mönchengladbach | Commerzbank-Arena   | 1 de abril  | 18:30 |
| Ingolstadt 04       | 2 - 1 | Mainz 05                 | Audi Sportpark      | 2 de abril  | 15:30 |
| Bayer Leverkusen    | 3 - 3 | Wolfsburgo               | BayArena            | 2 de abril  | 17:30 |

| Borussia Dortmund        | 3 - 0 | Hamburgo            | Signal Iduna Park                        | 4 de abril | 20:00 |
| Colonia                  | 1 - 0 | Eintracht Frankfurt | RheinEnergieStadion                      | 4 de abril | 20:00 |
| Werder Bremen            | 3 - 0 | Schalke 04          | Weserstadion                             | 4 de abril | 20:00 |
| Hoffenheim               | 1 - 0 | Bayern Múnich       | Rhein-Neckar Arena                       | 4 de abril | 20:00 |
| Borussia Mönchengladbach | 1 - 0 | Hertha Berlín       | Borussia-Park                            | 5 de abril | 20:00 |
| Mainz 05                 | 2 - 3 | RB Leipzig          | Opel Arena                               | 5 de abril | 20:00 |
| Wolfsburgo               | 0 - 1 | Friburgo            | Volkswagen Arena                         | 5 de abril | 20:00 |
| Augsburgo                | 2 - 3 | Ingolstadt 04       | WWK Arena                                | 5 de abril | 20:00 |
| Darmstadt 98             | 0 - 2 | Bayer Leverkusen    | Jonathan-Heimes-Stadion am Böllenfalltor | 5 de abril | 20:00 |

| Eintracht Frankfurt | 2 - 2 | Werder Bremen            | Commerzbank-Arena   | 7 de abril | 20:30 |
| Schalke 04          | 4 - 1 | Wolfsburgo               | Veltins-Arena       | 8 de abril | 15:30 |
| Colonia             | 2 - 3 | Borussia Mönchengladbach | RheinEnergieStadion | 8 de abril | 15:30 |
| Hamburgo            | 2 - 1 | Hoffenheim               | Volksparkstadion    | 8 de abril | 15:30 |
| Friburgo            | 1 - 0 | Mainz 05                 | Schwarzwald-Stadion | 8 de abril | 15:30 |
| RB Leipzig          | 1 - 0 | Bayer Leverkusen         | Red Bull Arena      | 8 de abril | 15:30 |
| Bayern Múnich       | 4 - 1 | Borussia Dortmund        | Allianz Arena       | 8 de abril | 18:30 |
| Hertha Berlín       | 2 - 0 | Augsburgo                | Olímpico de Berlín  | 9 de abril | 15:30 |
| Ingolstadt 04       | 3 - 2 | Darmstadt 98             | Audi Sportpark      | 9 de abril | 17:30 |

| Borussia Dortmund | 3 - 1 | Eintracht Frankfurt      | Signal Iduna Park                        | 15 de abril | 15:30 |
| Mainz 05          | 1 - 0 | Hertha Berlín            | Opel Arena                               | 15 de abril | 15:30 |
| Wolfsburgo        | 3 - 0 | Ingolstadt 04            | Volkswagen Arena                         | 15 de abril | 15:30 |
| Augsburgo         | 2 - 1 | Colonia                  | WWK Arena                                | 15 de abril | 15:30 |
| Hoffenheim        | 5 - 3 | Borussia Mönchengladbach | Rhein-Neckar Arena                       | 15 de abril | 15:30 |
| RB Leipzig        | 4 - 0 | Friburgo                 | Red Bull Arena                           | 15 de abril | 15:30 |
| Bayer Leverkusen  | 0 - 0 | Bayern Múnich            | BayArena                                 | 15 de abril | 18:30 |
| Werder Bremen     | 2 - 1 | Hamburgo                 | Weserstadion                             | 16 de abril | 15:30 |
| Darmstadt 98      | 2 - 1 | Schalke 04               | Jonathan-Heimes-Stadion am Böllenfalltor | 16 de abril | 17:30 |

| Colonia                  | 1 - 1 | Hoffenheim        | RheinEnergieStadion | 21 de abril | 20:30 |
| Bayern Múnich            | 2 - 2 | Mainz 05          | Allianz Arena       | 22 de abril | 15:30 |
| Hertha Berlín            | 1 - 0 | Wolfsburgo        | Olímpico de Berlín  | 22 de abril | 15:30 |
| Hamburgo                 | 1 - 2 | Darmstadt 98      | Volksparkstadion    | 22 de abril | 15:30 |
| Ingolstadt 04            | 2 - 4 | Werder Bremen     | Audi Sportpark      | 22 de abril | 15:30 |
| Eintracht Frankfurt      | 3 - 1 | Augsburgo         | Commerzbank-Arena   | 22 de abril | 15:30 |
| Borussia Mönchengladbach | 2 - 3 | Borussia Dortmund | Borussia-Park       | 22 de abril | 18:30 |
| Friburgo                 | 2 - 1 | Bayer Leverkusen  | Schwarzwald-Stadion | 23 de abril | 15:30 |
| Schalke 04               | 1 - 1 | RB Leipzig        | Veltins-Arena       | 23 de abril | 17:30 |

| Bayer Leverkusen  | 1 - 4 | Schalke 04               | BayArena                                 | 28 de abril | 20:30 |
| Borussia Dortmund | 0 - 0 | Colonia                  | Signal Iduna Park                        | 29 de abril | 15:30 |
| Mainz 05          | 1 - 2 | Borussia Mönchengladbach | Opel Arena                               | 29 de abril | 15:30 |
| Werder Bremen     | 2 - 0 | Hertha Berlín            | Weserstadion                             | 29 de abril | 15:30 |
| Darmstadt 98      | 3 - 0 | Friburgo                 | Jonathan-Heimes-Stadion am Böllenfalltor | 29 de abril | 15:30 |
| RB Leipzig        | 0 - 0 | Ingolstadt 04            | Red Bull Arena                           | 29 de abril | 15:30 |
| Wolfsburgo        | 0 - 6 | Bayern Múnich (C)        | Volkswagen Arena                         | 29 de abril | 18:30 |
| Augsburgo         | 4 - 0 | Hamburgo                 | WWK Arena                                | 30 de abril | 15:30 |
| Hoffenheim        | 1 - 0 | Eintracht Frankfurt      | Rhein-Neckar Arena                       | 30 de abril | 17:30 |

| Colonia                  | 4 - 3 | Werder Bremen    | RheinEnergieStadion | 5 de mayo | 20:30 |
| Bayern Múnich            | 1 - 0 | Darmstadt 98     | Allianz Arena       | 6 de mayo | 15:30 |
| Borussia Dortmund        | 2 - 1 | Hoffenheim       | Signal Iduna Park   | 6 de mayo | 15:30 |
| Borussia Mönchengladbach | 1 - 1 | Augsburgo        | Borussia-Park       | 6 de mayo | 15:30 |
| Ingolstadt 04            | 1 - 1 | Bayer Leverkusen | Audi Sportpark      | 6 de mayo | 15:30 |
| Eintracht Frankfurt      | 0 - 2 | Wolfsburgo       | Commerzbank-Arena   | 6 de mayo | 15:30 |
| Hertha Berlín            | 1 - 4 | RB Leipzig       | Olímpico de Berlín  | 6 de mayo | 18:30 |
| Hamburgo                 | 0 - 0 | Mainz 05         | Volksparkstadion    | 7 de mayo | 15:30 |
| Friburgo                 | 2 - 0 | Schalke 04       | Schwarzwald-Stadion | 7 de mayo | 17:30 |

| Bayer Leverkusen | 2 - 2 | Colonia                  | BayArena                                 | 13 de mayo | 15:30 |
| Schalke 04       | 1 - 1 | Hamburgo                 | Veltins-Arena                            | 13 de mayo | 15:30 |
| Mainz 05         | 4 - 2 | Eintracht Frankfurt      | Opel Arena                               | 13 de mayo | 15:30 |
| Wolfsburgo       | 1 - 1 | Borussia Mönchengladbach | Volkswagen Arena                         | 13 de mayo | 15:30 |
| Augsburgo        | 1 - 1 | Borussia Dortmund        | WWK Arena                                | 13 de mayo | 15:30 |
| Werder Bremen    | 3 - 5 | Hoffenheim               | Weserstadion                             | 13 de mayo | 15:30 |
| Darmstadt 98     | 0 - 2 | Hertha Berlín            | Jonathan-Heimes-Stadion am Böllenfalltor | 13 de mayo | 15:30 |
| Friburgo         | 1 - 1 | Ingolstadt 04            | Schwarzwald-Stadion                      | 13 de mayo | 15:30 |
| RB Leipzig       | 4 - 5 | Bayern Múnich            | Red Bull Arena                           | 13 de mayo | 15:30 |

| Bayern Múnich            | 4 - 1 | Friburgo         | Allianz Arena       | 20 de mayo | 15:30 |
| Borussia Dortmund        | 4 - 3 | Werder Bremen    | Signal Iduna Park   | 20 de mayo | 15:30 |
| Borussia Mönchengladbach | 2 - 2 | Darmstadt 98     | Borussia-Park       | 20 de mayo | 15:30 |
| Hertha Berlín            | 2 - 6 | Bayer Leverkusen | Olímpico de Berlín  | 20 de mayo | 15:30 |
| Colonia                  | 2 - 0 | Mainz 05         | RheinEnergieStadion | 20 de mayo | 15:30 |
| Hamburgo                 | 2 - 1 | Wolfsburgo       | Volksparkstadion    | 20 de mayo | 15:30 |
| Ingolstadt 04            | 1 - 1 | Schalke 04       | Audi Sportpark      | 20 de mayo | 15:30 |
| Hoffenheim               | 0 - 0 | Augsburgo        | Rhein-Neckar Arena  | 20 de mayo | 15:30 |
| Eintracht Frankfurt      | 2 - 2 | RB Leipzig       | Commerzbank-Arena   | 20 de mayo | 15:30 |

| Bundesliga                        |
|                                   |
| Campeón Bayern Múnich 27.° título |

## Estadísticas
| Jugador                                  | Equipo                   | Goles | Partidos | Media |
| ---------------------------------------- | ------------------------ | ----- | -------- | ----- |
| Pierre Emerick Aubameyang                | Borussia Dortmund        | 31    | 32       | 0.97  |
| Robert Lewandowski                       | Bayern Múnich            | 30    | 33       | 0.91  |
| Anthony Modeste                          | Colonia                  | 25    | 34       | 0.74  |
| Timo Werner                              | RB Leipzig               | 21    | 31       | 0.68  |
| Mario Gómez                              | Wolfsburgo               | 16    | 33       | 0.48  |
| Max Kruse                                | Werder Bremen            | 15    | 23       | 0.65  |
| Andrej Kramarić                          | Hoffenheim               | 15    | 34       | 0.44  |
| Arjen Robben                             | Bayern Múnich            | 13    | 26       | 0.5   |
| Vedad Ibišević                           | Hertha de Berlín         | 12    | 32       | 0.38  |
| Javier Hernández                         | Bayer Leverkusen         | 11    | 26       | 0.42  |
| Serge Gnabry                             | Werder Bremen            | 11    | 27       | 0.41  |
| Lars Stindl                              | Borussia Mönchengladbach | 11    | 30       | 0.37  |
| Sandro Wagner                            | Hoffenheim               | 11    | 31       | 0.35  |
| Florian Niederlechner                    | Friburgo                 | 11    | 34       | 0.32  |
| Nils Petersen                            | Friburgo                 | 10    | 33       | 0.3   |
| Última actualización: 20 de mayo de 2017 |                          |       |          |       |

| Jugador               | Equipo              | Autogoles |
| --------------------- | ------------------- | --------- |
| Robert Bauer          | Werder Bremen       | 1         |
| Julian Baumgartlinger | Bayer Leverkusen    | 1         |
| John Brooks           | Hertha Berlín       | 1         |
| Jeffrey Bruma         | Wolfsburgo          | 1         |
| Rani Khedira          | RB Leipzig          | 1         |
| Fabian Holland        | Darmstadt 98        | 1         |
| Lewis Holtby          | Hamburgo            | 1         |
| Sead Kolašinac        | Schalke 04          | 1         |
| Dominik Maroh         | Colonia             | 1         |
| Philipp Max           | Augsburgo           | 1         |
| Marcel Schmelzer      | Borussia Dortmund   | 1         |
| Niklas Süle           | Hoffenheim          | 1         |
| Aytac Sulu            | Darmstadt 98        | 1         |
| Markus Suttner        | Ingolstadt 04       | 1         |
| Jesús Vallejo         | Eintracht Frankfurt | 1         |
| Steven Zuber          | Hoffenheim          | 1         |

| Jugador                                  | Equipo            | Asistencias | Partidos |
| ---------------------------------------- | ----------------- | ----------- | -------- |
| Emil Forsberg                            | RB Leipzig        | 19          | 30       |
| Ousmane Dembélé                          | Borussia Dortmund | 13          | 32       |
| Thomas Müller                            | Bayern Múnich     | 12          | 29       |
| Franck Ribéry                            | Bayern Múnich     | 11          | 22       |
| Arjen Robben                             | Bayern Múnich     | 9           | 26       |
| Kerem Demirbay                           | Hoffenheim        | 8           | 28       |
| Vincenzo Grifo                           | Friburgo          | 8           | 30       |
| Zlatko Junuzović                         | Werder Bremen     | 8           | 30       |
| Julian Brandt                            | Bayer Leverkusen  | 8           | 32       |
| Andrej Kramarić                          | Hoffenheim        | 8           | 34       |
| Max Kruse                                | Werder Bremen     | 7           | 23       |
| Fin Bartels                              | Werder Bremen     | 7           | 31       |
| Naby Keïta                               | RB Leipzig        | 7           | 31       |
| Yunus Mallı                              | Wolfsburgo        | 7           | 32       |
| Sebastian Rudy                           | Hoffenheim        | 7           | 32       |
| Última actualización: 20 de mayo de 2017 |                   |             |          |

## Datos y más estadísticas

### Récords de goles
- Primer gol de la temporada: Anotado por Xabi Alonso, para el Bayern Múnich contra el Werder Bremen (26 de agosto de 2016).
- Último gol de la temporada: Anotado por Joshua Kimmich, para el Bayern Múnich contra el SC Friburgo (20 de mayo de 2017).
- Gol más rápido: Anotado en el 1er minuto por Kevin Kampl en el Bayer Leverkusen 2 - 3 RB Leipzig (18 de noviembre de 2016).
- Gol más cercano al final del encuentro: Anotado a los 90+5 minutos por Robert Lewandowski en el Hertha de Berlín 1 - 1 Bayern München (18 de febrero de 2017).

#### Tripletas o más
Aquí se encuentra la lista de tripletas o hat-tricks y póker de goles (en general, tres o más goles anotados por un jugador en un mismo encuentro) convertidos en la temporada.
| Fecha      | Jugador                   | Goles                         | Local            | Resultado | Visitante                | Jornada    |
| ---------- | ------------------------- | ----------------------------- | ---------------- | --------- | ------------------------ | ---------- |
| 26/8/2016  | Robert Lewandowski        | 13' · 46' · 77' (p)           | Bayern Múnich    | 6 - 0     | Werder Bremen            | Jornada 1  |
| 10/9/2016  | Joel Pohjanpalo           | 79' · 90+1' · 90+4'           | Bayer Leverkusen | 3 - 1     | Hamburgo                 | Jornada 2  |
| 24/9/2016  | Javier Hernández          | 32' · 66' · 90+2'             | Mainz 05         | 2 - 3     | Bayer Leverkusen         | Jornada 5  |
| 30/10/2016 | Anthony Modeste           | 61' · 82' · 86'               | Colonia          | 3 - 0     | Hamburgo                 | Jornada 9  |
| 4/11/2016  | Salomon Kalou             | 18' · 33' · 84'               | Hertha Berlín    | 3 - 0     | Borussia Mönchengladbach | Jornada 10 |
| 5/11/2016  | Pierre Emerick Aubameyang | 4' · 23' · 27' · 48'          | Hamburgo         | 2 - 5     | Borussia Dortmund        | Jornada 10 |
| 17/12/2016 | Danny Latza               | 35' · 56' · 67'               | Mainz 05         | 3 - 1     | Hamburgo                 | Jornada 15 |
| 25/2/2017  | Robert Lewandowski        | 24' (p) · 42' · 54'           | Bayern Múnich    | 8 - 0     | Hamburgo                 | Jornada 22 |
| 18/3/2017  | Anthony Modeste           | 35' · 37' · 63'               | Colonia          | 4 - 2     | Hertha Berlín            | Jornada 25 |
| 1/4/2017   | Robert Lewandowski        | 17' · 55' · 79'               | Bayern Múnich    | 6 - 0     | Augsburgo                | Jornada 26 |
| 1/4/2017   | Thomas Delaney            | 45'+2 · 47' · 85'             | Friburgo         | 2 - 5     | Werder Bremen            | Jornada 26 |
| 2/4/2017   | Mario Gómez               | 80' · 83' · 87' (p)           | Bayer Leverkusen | 3 - 3     | Wolfsburgo               | Jornada 26 |
| 22/4/2017  | Max Kruse                 | 45+1' (p) · 81' · 87' · 90+4' | Ingolstadt 04    | 2 - 4     | Werder Bremen            | Jornada 30 |

## Play-off de ascenso y descenso
| 25 de mayo de 2017, 20:30 | VfL Wolfsburgo   | 1:0 (1:0)                     | Eintracht Braunschweig | Volkswagen Arena, Wolfsburgo                                 |                                                              |
|                           | Gómez 35' (pen.) | DFB Reporte Soccerway Reporte |                        | Asistencia: 29 100 espectadores Árbitro(s): Sascha Stegemann | Asistencia: 29 100 espectadores Árbitro(s): Sascha Stegemann |

| 29 de mayo de 2017, 20:30 | Eintracht Braunschweig | 0:1 (0:0)                     | VfL Wolfsburgo | Eintracht-Stadion, Brunswick                               |                                                            |
|                           |                        | DFB Reporte Soccerway Reporte | Vieirinha 49'  | Asistencia: 23 000 espectadores Árbitro(s): Tobias Stieler | Asistencia: 23 000 espectadores Árbitro(s): Tobias Stieler |

El VfL Wolfsburgo gana al Eintracht Braunschweig por un resultado global de 2-0 y se mantiene en la 1. Bundesliga.

## Fichajes

### Fichajes más caros del mercado de verano
| Pos. | Jugador                                                           | Club de destino                                                  | Club de origen                                       | Precio (€) | Ref.   |
| ---- | ----------------------------------------------------------------- | ---------------------------------------------------------------- | ---------------------------------------------------- | ---------- | ------ |
| 1.º  | Mats Hummels                                                      | Bayern Múnich                                                    | Borussia Dortmund                                    | 38.000.000 | [ 35 ] |
| 2.º  | Renato Sanches                                                    | Bayern Múnich                                                    | Benfica                                              | 35.000.000 | Ref.   |
| 3.º  | André Schürrle                                                    | Borussia Dortmund                                                | Wolfsburgo                                           | 32.000.000 | Ref.   |
| 4.º  | Breel Embolo                                                      | Schalke 04                                                       | Basel                                                | 27.000.000 | Ref.   |
| 5.º  | Mario Götze                                                       | Borussia Dortmund                                                | Bayern Múnich                                        | 26.000.000 | Ref.   |
| 6.º  | Kevin Volland                                                     | Bayer Leverkusen                                                 | Hoffenheim                                           | 20.000.000 | Ref.   |
| 7.º  | Ousmane Dembélé Christoph Kramer Jeffrey Bruma Yevhen Konoplyanka | Borussia Dortmund Borussia Mönchengladbach Wolfsburgo Schalke 04 | Stade Rennais Bayer Leverkusen PSV Eindhoven Sevilla | 15.000.000 | Ref.   |
| 8.º  | Filip Kostić                                                      | Hamburgo                                                         | VfB Stuttgart                                        | 14.000.000 | Ref.   |
| 9.º  | Yannick Gerhardt                                                  | Wolfsburgo                                                       | Colonia                                              | 13.000.000 | Ref.   |
| 10.º | Sebastian Rode Raphaël Guerreiro                                  | Borussia Dortmund                                                | Bayern Múnich Lorient                                | 12.000.000 | Ref.   |